# Parodia carambeiensis
Parodia carambeiensis är en kaktusväxtart som först beskrevs av Albert Frederik Hendrik Buining och Brederoo, och fick sitt nu gällande namn av Hofacker. Parodia carambeiensis ingår i släktet Parodia och familjen kaktusväxter. Inga underarter finns listade i Catalogue of Life.